# دولیل، ساسکاچوان
دولیل، ساسکاچوان (به انگلیسی: Delisle, Saskatchewan) یک منطقهٔ مسکونی در کانادا است که در ساسکاچوان واقع شده‌است. دولیل ۱٬۰۳۸ نفر جمعیت دارد.